# 카프로락탐
카프로락탐(caprolactam)은 아미노카프로산의 고리 아마이드의 하나로 폴리아마이드, 나일론－6 따위의 원료로 쓴다. 화학식은 C6H11NO이다.

## 안정성
카프로락탐(caprolactam)은 자극적이며 LD50이 1.1g/kg(쥐, 경구)인 약한 독성이 있다. 1991년에는 1990년 발 미국 대기 청정법(U.S. Clean Air Act of 1990)에 의해 유해 대기 오염 물질 목록에 포함되었던바있었다. 이후 제조업체의 요청에 따라 1996년 목록에서 제거되었다.  물에서 카프로락탐은 의약으로 사용되는 아미노카프로산으로 가수분해될 수 있다.
현재 미국에서 카프로락탐을 취급하는 근로자에 대한 공식적인 허용 노출 한도는 없다. 권장 노출 한계는 카프로락탐 분진 및 증기에 대해 8시간 근무 교대에 걸쳐 1mg/m3로 설정된다고 알려져있다. 단기 노출 한계는 카프로락탐 분진 및 증기에 대해 3mg/m3로 정해진 바 있다.

## 같이 보기
- 카프로